# Scoglitti
Scoglitti (Scugghitti en  siciliano), 4.175 habitantes, es la única fracción de Vittoria en el Libre consorcio municipal de Ragusa. Se encuentra en la costa de golfo de Gela, cerca del área arqueológica de Kamarina.

## Geografía física
Scoglitti es una ciudad marítima, parte de Vittoria, de la que dista 10,87 km. Tiene vistas al Canal de Sicilia, cerca de la desembocadura del río Ippari. La costa tiene amplias playas, cubiertas de arena dorada muy fina. El clima es muy templado y seco.

## Historia

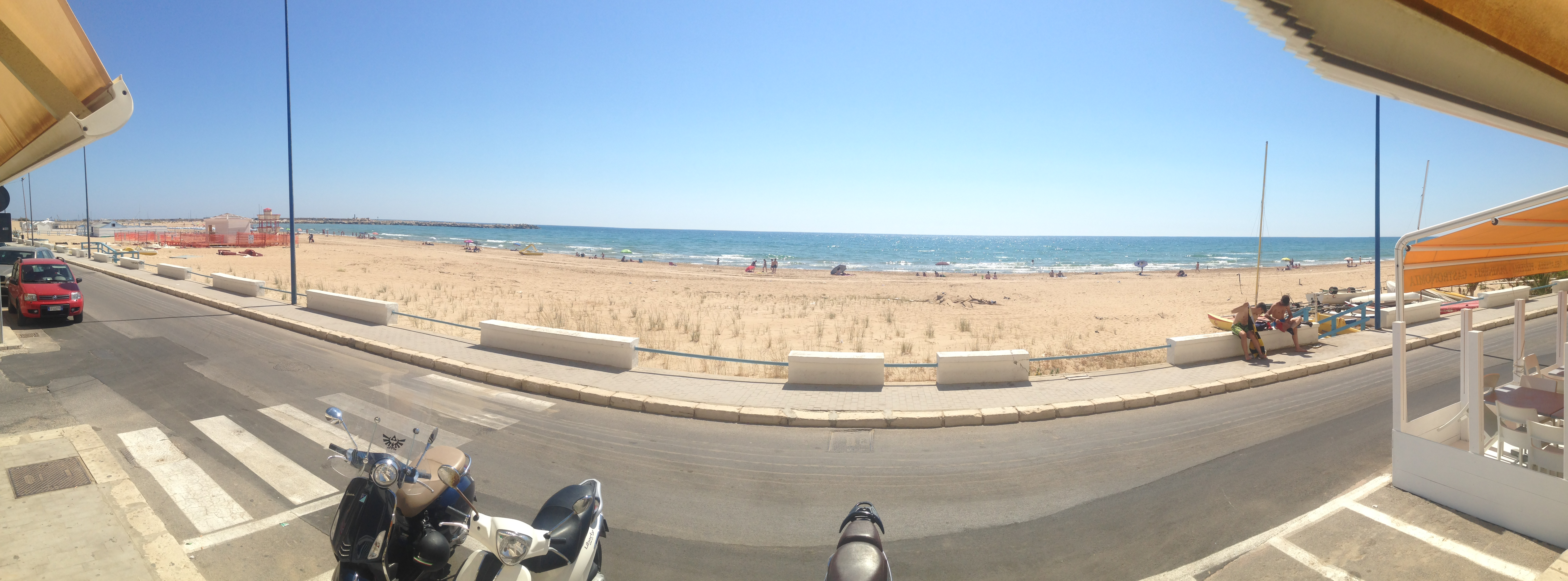
Paseo marítimo de Scoglitti

Según el geógrafo árabe al-Idrisi, la localidad se conocía con el topónimo de Gazirat el-Haman (rocas de los palomas).
Los asentamientos se han registrado desde siglo XVII, junto con la fundación de Vittoria, que constituye la salida al mar y al puerto para la conexión con Malta.
El desarrollo del área tendrá lugar solo después de la abolición de  feudalidad, en 1812. La consecuencia fue inicialmente la expansión del comercio del vino, pero también la explotación del puerto que actuaba como cargador de productos agrícolas; en siglo XX también almacenes para la propagación de pescado salado, que ya no existen en la actualidad. El tejido urbano se desarrolló solo en el siglo XIX y permaneció casi sin cambios hasta la década de 1950. La pequeña fracción marina fue también el escenario del desembarco angloamericano que tuvo lugar los días 9 y el 10 de julio de 1943 (Desembarco en Sicilia), parte de la operación Husky, que preveía el desembarco angloamericano en territorio italiano y el comienzo de la campaña italiana.

## Cultura

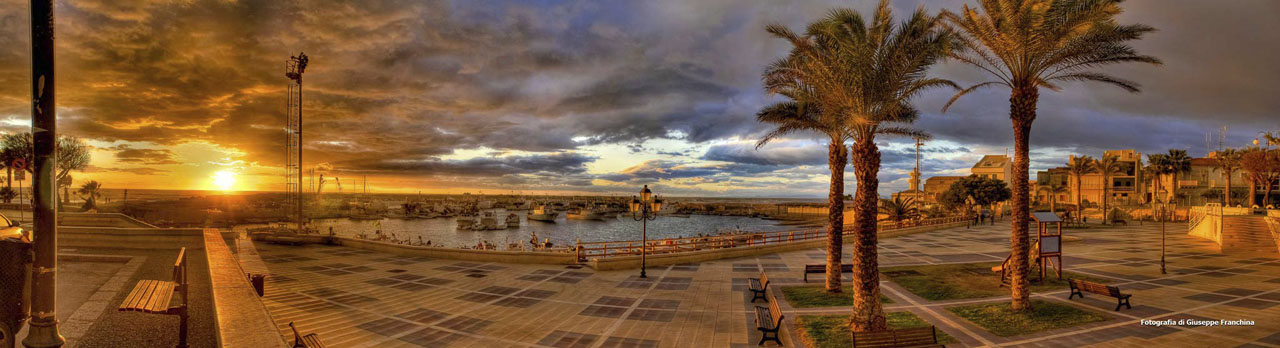
Plaza Arduino y parte del puerto

Tiene en su interior urbanístico la Iglesia de Santa Maria di Portosalvo hoy llamada de San Francesco di Paola para distinguirla de la nueva iglesia del mismo nombre, construida en 1937, regalo de Papa Pío XI dentro del cual se conserva la estatua de madera de "S. Franciscuzzu", procedente de un barco español naufragado en los siglos pasados y la hermosa estatua de la patrona "Santa Maria di Portosalvo". Scoglitti tiene el faro y muchas estructuras arquitectónicas en el estilo Liberty.

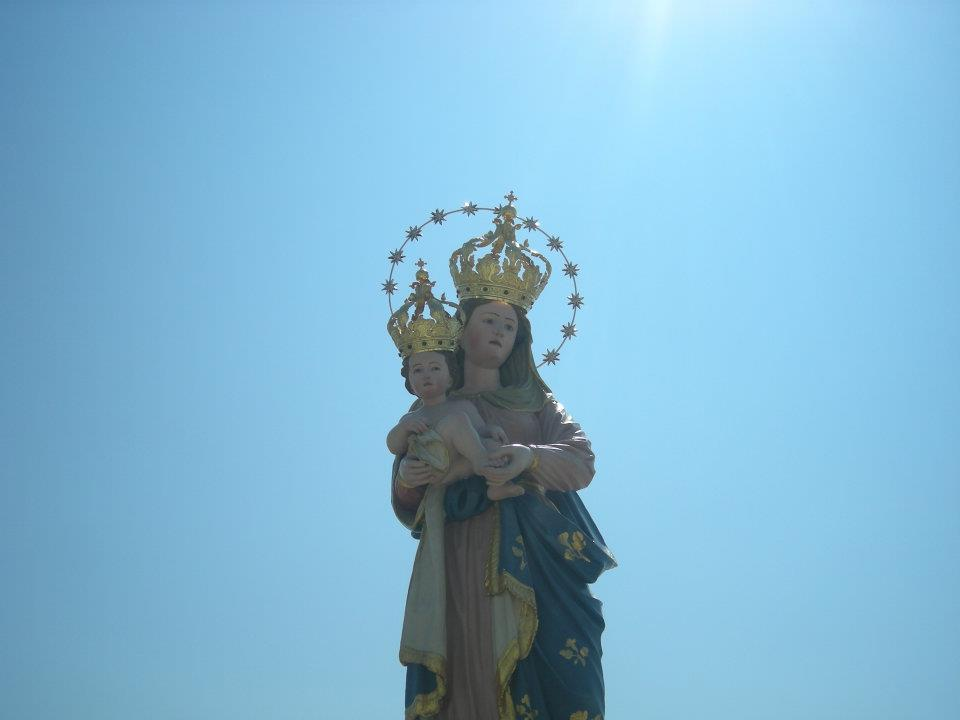
Estatua de Assunta di Cammarana

### Fiestas y festivales
- Verano Scoglittese, todos los años en verano.
- Maria Santissima di Portosalvo / Assunta di Kamarina, del 1 de agosto al penúltimo domingo de agosto.
- San Francesco di Paola, el segundo domingo de julio.
- Primavera scoglittiese
- San Giuseppe, 19 de marzo y el domingo siguiente con las "Tavole di San Giuseppe".
- Viernes Santo con las representaciones sagradas: por la mañana "el Vía Crucis viviente" y por la noche el tradicional "Parti" y siguiendo la procesión nocturna con los simulacros del Cristo muerto y la triste Virgen.[4]

## Economía

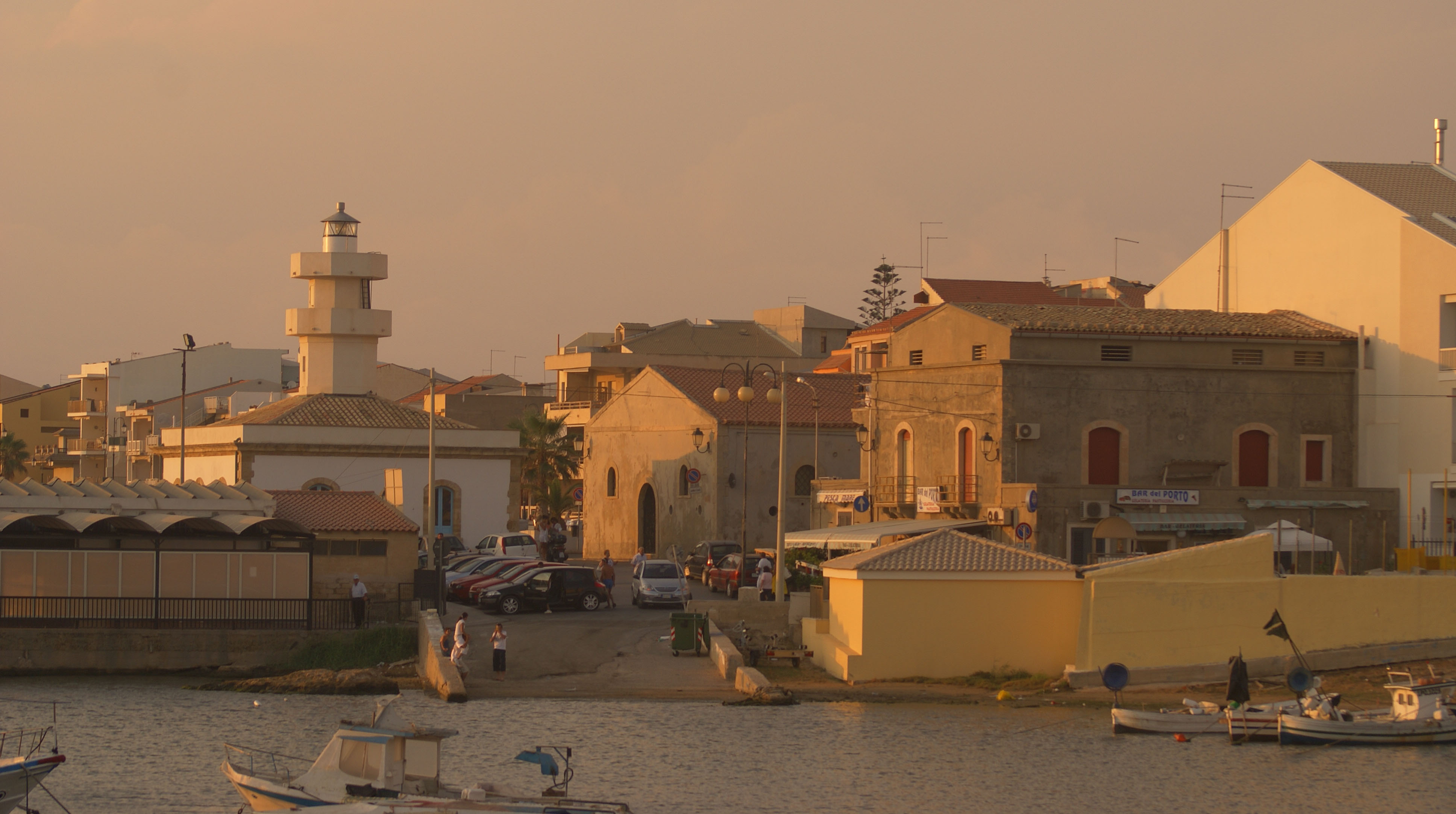
Faro

Económicamente, Scoglitti disfruta pesca, agricultura en invernaderos, y sobre todo turismo.
En los últimos años se ha equipado para favorecer a los turistas con un rico programa deportivo y cultural de verano: torneo nacional de Beach Volley, cine y teatro al aire libre, música y conciertos. Scoglitti también tiene un puerto pesquero, un puerto turístico y un refugio para barcos de pesca.
Una característica de la pequeña ciudad es la venta en el mercado del pescado todos los días.

## Puerto
El puerto de Scoglitti fue construido en 1879, debido a Rosario Cancellieri, cuando se sintió la necesidad de un puerto real. Antes de esa fecha, el puerto desempeñó un papel fundamental en el siglo XVIII, con la exportación a Malta de vino Cerasuolo di Vittoria, gracias al cultivo de viñedos en los alrededores.